# Euphaedra peculiaris
Euphaedra peculiaris är en fjärilsart som beskrevs av Percy I. Lathy 1906. Euphaedra peculiaris ingår i släktet Euphaedra och familjen praktfjärilar. Inga underarter finns listade i Catalogue of Life.